# 奥泽罗
奥泽罗（義大利語：Ozzero），是意大利米兰省的一个市镇。总面积11平方公里，人口1465人，人口密度133.2人/平方公里（2009年）。国家统计（ISTAT）代码为015165。